# Stefan Tuss
Stefan Tuss (* 9. Februar 1988 in Winterberg) ist ein ehemaliger deutscher Nordischer Kombinierer.

## Werdegang
Tuss begann im Alter von sechs Jahren mit dem nordischen Skisport. 2002 gab er sein internationales Debüt bei FIS-Rennen. Ab Januar 2005 startete er im B-Weltcup der Nordischen Kombination. Bei den Deutschen Meisterschaften 2005 in Hinterzarten wurde Tuss Juniorenmeister im Gundersen Einzel und gewann darüber hinaus Silber hinter Toni Englert beim Sprint der Junioren. Bei der Junioren-Weltmeisterschaft 2006 in Kranj gewann er mit dem Team die Goldmedaille. Im Sprint belegte er den 7. und im Gundersen den 6. Platz. Am 3. Dezember 2006 gab er in Lillehammer sein Debüt im Weltcup der Nordischen Kombination. Bei der Junioren-Weltmeisterschaft 2007 in Tarvisio gewann Tuss im Team die Silbermedaille. Im Sprint erreichte er den 15. Platz. Im Dezember 2007 gelang ihm in Trondheim erstmals das Erreichen der Punkteränge. Nach weiteren guten Ergebnissen beendete er die Saison 2007/08 auf dem 52. Platz der Weltcup-Gesamtwertung. In der Sprintweltcup-Gesamtwertung belegte er den 39. Platz. Bei der Junioren-Weltmeisterschaft 2008 in Zakopane gelang Tuss im Team noch einmal der Gewinn der Goldmedaille. Nachdem er im Anschluss daran nicht mehr an seine Leistungen anknüpfen konnte, wurde er in den B-Kader versetzt und startete seitdem im Continentalcup. Nach der Saison 2010/11 beendete er seine Karriere.

## Statistik

### Weltcup-Platzierungen
| Saison  | Platz | Punkte |
| ------- | ----- | ------ |
| 2007/08 | 52.   | 39     |

### Platzierungen beiDeutschen Meisterschaften
| Jahr und Ort        | Wettbewerb | Wettbewerb | Wettbewerb  | Wettbewerb |
| Jahr und Ort        | Gundersen  | Sprint     | Massenstart | Teamsprint |
| ------------------- | ---------- | ---------- | ----------- | ---------- |
| 2003 Oberwiesenthal | –          | 23.        | –           | –          |
| 2004 Oberstdorf     | –          | 28.        | –           | –          |
| 2006 Oberhof        | 17.        | 22.        | –           | –          |
| 2007 Winterberg     | 21.        | 25.        | –           | –          |
| 2008 Klingenthal    | –          | 24.        | 18.         | –          |
| 2009 Garmisch-P.    | 07.        | –          | –           | DNF        |
| 2010 Steinbach-H.   | 13.        | –          | –           | 04.        |